# پارملیزویل (کنتاکی)
پارملیزویل (به انگلیسی: Parmleysville) یک منطقهٔ مسکونی در ایالات متحده آمریکا است که در شهرستان وین، کنتاکی واقع شده‌است. پارملیزویل ۲۷۴٫۹۳ متر بالاتر از سطح دریا واقع شده‌است.